# Yevgueni Baratynski
Yevgueni Abrámovich Baratynski  o Boratynski (en ruso: Евге́ний Абра́мович Бараты́нский (Бoраты́нский), 2 de marzo de 1800, Tambov – 11 de julio de 1844, Nápoles) poeta, ensayista y escritor de relatos cortos. Fue elogiado por Pushkin como el más grande poeta elegíaco de Rusia. Después de un largo periodo,  cuando su reputación estaba en decadencia, fue redescubierto por Anna Ajmátova y Iósif Brodski como un poeta supremo del pensamiento.

## Vida
De noble ascendencia, Baratynski nació en la aldea de Mara, en la actual óblast de Tambov. A los ocho años se trasladó con su familia a Moscú y posteriormente a la capital del Imperio Ruso. Fue educado en el Pázheski Korpus (Cuerpo de Pajes) en San Petersburgo, del cual fue expulsado a la edad de 15 años por robar una tabaquera y cinco rublos de la oficina de uno de sus superiores. Después de tres años en el campo y un profundo desorden emocional, entró a la armada como soldado raso.
En 1820 el joven poeta entabló relaciones con Antón Délvig, quien se le unió a su decaimiento espiritual y le introdujo en la prensa literaria. Pronto Baratynski fue transferido a Finlandia, donde permaneció seis años. Su primer poema extenso, Eda, escrito durante este periodo, le mereció reputación. Con la intervención de amigos, obtuvo permiso del zar para abandonar el ejército, y se estableció en 1827 en Muránovo, cerca de Moscú (ahora un museo literario). Allí completó su más grande obra, Tsyganka (La Gitana), un poema escrito en un estilo pushkiniano.
Su vida familiar pareció ser prospera, pero una profunda melancolía permaneció en el fondo de su pensamiento y de su poesía. Publicó varios libros en verso que fueron altamente valorados por Pushkin y otros críticos, pero con una recepción fría por parte del público, y de algunos diarios.  A medida que el tiempo pasó, el humor de Baratynski se tornó del pesimismo a la desesperación, y la elegía se convirtió en su forma predilecta de expresión. Se trasladó a Nápoles, buscando un clima más favorable para su salud, pero murió allí en 1844.

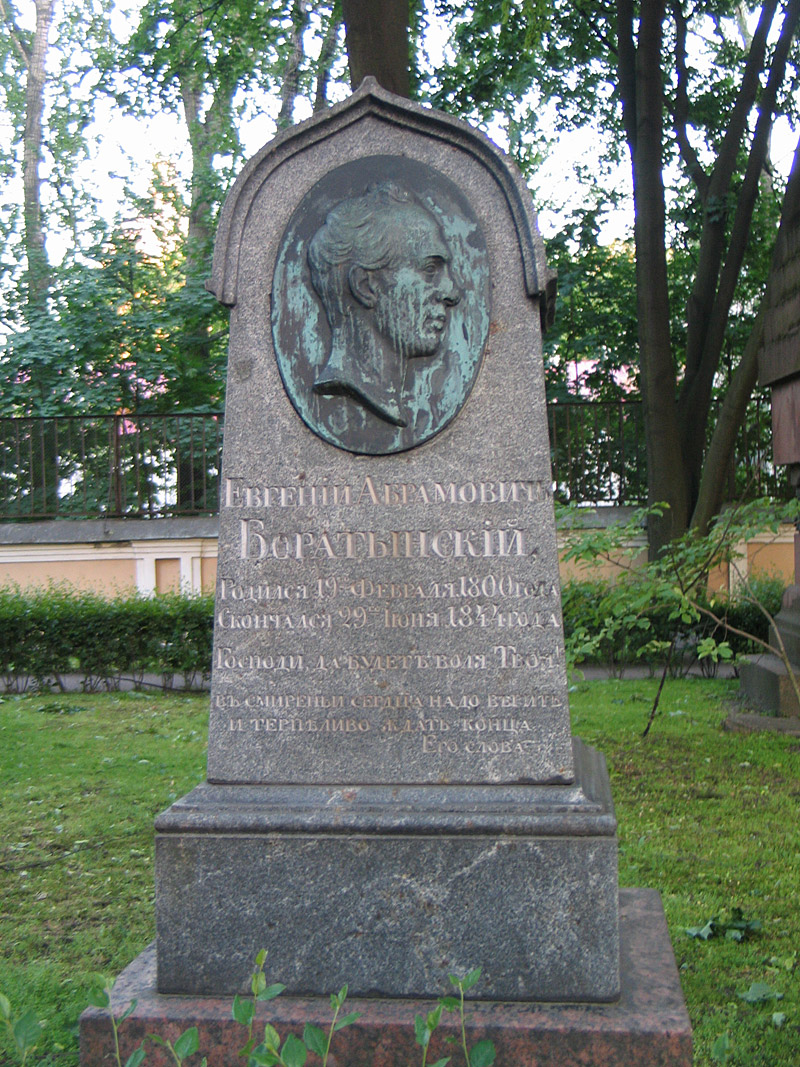
Tumba de Baratynski en el cementerio de Aleksandr Nevski Lavra

## Poesía
Los poemas más tempranos de Baratynski parten de un esfuerzo por escribir de forma diferente a Pushkin, a quien consideraba un modelo de perfección. Incluso, Eda, fue sin embargo, inspirado en el Prisionero del Cáucaso de Pushkin. Este fue escrito, como todas las obras de Baratynski, en un estilo pasmosamente preciso, próximo a la atmósfera brumosa de Pushkin. Los pasajes descriptivos están entre los mejores, el severo clima finlandés era particularmente adorado por Baratynski.
Sus piezas cortas de los años veinte son distinguidas por el frío, brillantez y sonoridad del verso. Son más secos y más claros que ninguna otra poesía rusa antes de Ajmátova. Los poemas de ese periodo incluyen piezas fugitivas a la manera anacreóntica y horaciana, algunas de las cuales han sido reconocidas como piezas maestras de estos estilos; así como elegías de amor, donde un delicado sentimiento es vestido de brillante ingenio.
En su trabajo tardío (que incluye todos sus poemas cortos escritos después de 1829) Baratynski es un poeta del pensamiento. Quizás de todos los poetas del siglo XIX, el único que hizo mejor uso del pensamiento como material para la poesía. Esto le hizo ajeno a sus más jóvenes contemporáneos y a la última parte del siglo, que identificó la poesía con el sentimiento. El estilo de Baratynski es clásico y piensa en los modelos de siglos anteriores. Sin embargo, en su esfuerzo por dar a su pensamiento una declaración más concentrada y pulida, a veces se convierte en un autor de oscura compresión. Entre otras cosas, Baratýnski fue uno de los primeros poetas rusos que, en verso, elaboraba oraciones complicadas, ampliadas por cláusulas y paréntesis.

## Filosofía
Baratynski aspiraba a una unión más compleja con la naturaleza, a una espontaneidad más primitiva de la vida mental. Observaba la inexorable y continua separación que se estaba dando entre la humanidad y la naturaleza. La aspiración ante un pasado natural y orgánico es uno de los principales motivos de su poesía. Él lo simbolizaba en el desacorde crecimiento del niño natural (el poeta) y el resto del rebaño humano, que estaba creciendo, con cada generación, más absorbido por comodidades industriales. De ahí,  el creciente aislamiento del poeta en el mundo moderno donde la única respuesta bienvenida era la de sus propias rimas (Rima, 1841).
El destino de la humanidad industrializada y mecanizada será brillante y glorioso, en el más cercano futuro, pero la felicidad universal y la paz serán impuestas a costa de la pérdida de los más altos valores de la poesía (El Último Poeta). Inevitablemente, luego de una era de refinamiento intelectual, la humanidad perderá su vitalidad y morirá de impotencia sexual. Entonces la tierra será restaurada a su prístina majestuosidad (La Última Muerte, 1827).
Esta filosofía, aliada a la profunda melancolía del Baratynski, produjo poemas de extraordinaria majestuosidad, que no pueden compararse con otras obras en la poesía del pesimismo, a excepción de Leopardi. Ejemplo tal, es la aplastante fastuosidad de su larga oda al desaliento, Otoño (1837), espléndidamente retórica en la forma del más grande clasicismo, aunque con un pronunciado acento personal.

## Controversia sobre el apellido de poeta
Existe una controversia respecto a la ortografía del apellido del poeta, que en parte se debe a él mismo. La mayoría de sus publicaciones de 1820-30, se encuentran firmadas con el título de Baratynski (Бaраты́нский). Pero en sus últimas publicaciones (vgr. Súmerki, Crepúsculo), firmó como Boratynski (Бoраты́нский). A principios de siglo XX dominó en las publicaciones el apellido con “o”, pero en las publicaciones de la era soviética dominó la letra “a”. Luego de la disolución de la URSS y hasta el presente, ha vuelto a ser utilizada activamente por escrito Boratynski, por ejemplo en las obras completas del autor, editadas por A. Peskov y en la Gran Enciclopedia Rusa. Por demás la familia del autor ha preferido el uso actual.
Es de recalcar que en el idioma ruso cuando la “o” no lleva acentuación, se pronuncia similar a una “a”. De ahí, que tal controversia pueda causar más confusión en el lector de una lengua materna diferente al ruso.